# Odontamblyopus roseus
Odontamblyopus roseus és una espècie de peix de la família dels gòbids i de l'ordre dels perciformes.

## Morfologia
- Els mascles poden assolir 13,4 cm de longitud total.
- Nombre de vèrtebres: 32.[2][3]

## Hàbitat
És un peix marí, de clima tropical i bentopelàgic.

## Distribució geogràfica
Es troba a l'Índia.

## Observacions
És inofensiu per als humans.